# Jag var modfälld och trött
Jag var modfälld och trött är en psalm med text och musik skriven 1969 av Göte Strandsjö.

## Publicerad i
- Segertoner 1988 som nr 476 under rubriken "Att leva av tro - Bönen".[1]